# POKÉMON with YOU トレイン
POKÉMON with YOU トレイン（ポケモン ウイズ ユー トレイン）は、東日本旅客鉄道（JR東日本）が保有しているのってたのしい列車用の鉄道車両である。
本項では、当車両を使用して一ノ関駅 - 気仙沼駅間を運行する臨時快速列車「ポケモントレイン気仙沼号」と、のと鉄道が保有する「のと鉄道POKÉMON with YOU トレイン」についても記述する。

## 概要
JR東日本盛岡支社は2012年に、一ノ関運輸区（現・盛岡車両センター一ノ関派出所）所属のキハ100形気動車を改造した列車を同年12月22日から大船渡線の観光列車として運行させること、車両愛称が「POKÉMON with YOU トレイン」に決まったことを発表した。2012年12月22日から一ノ関駅 - 気仙沼駅間で臨時快速列車「ポケモントレイン気仙沼号」として運行している。
2013年には東日本大震災復興支援事業の一環として、同年7月から9月にかけて釜石線・山田線へ、2014年には同年1月から2月にかけて水郡線・常磐線・総武本線へ、7月には東北本線・左沢線へ、2015年には釜石線に加えて三陸鉄道南リアス線（現：リアス線 盛 - 釜石間）へ出張運転が行われた。
2017年には運行開始から5年が経過することから内外装の変更を伴う車両のリニューアルを行うとともに、運行開始当初のデザインでの運行を同年5月7日で終了し、7月15日から新しいデザインで運行している。その後、5月26日に新しいデザインのコンセプトとその詳細（後述）が発表されている。

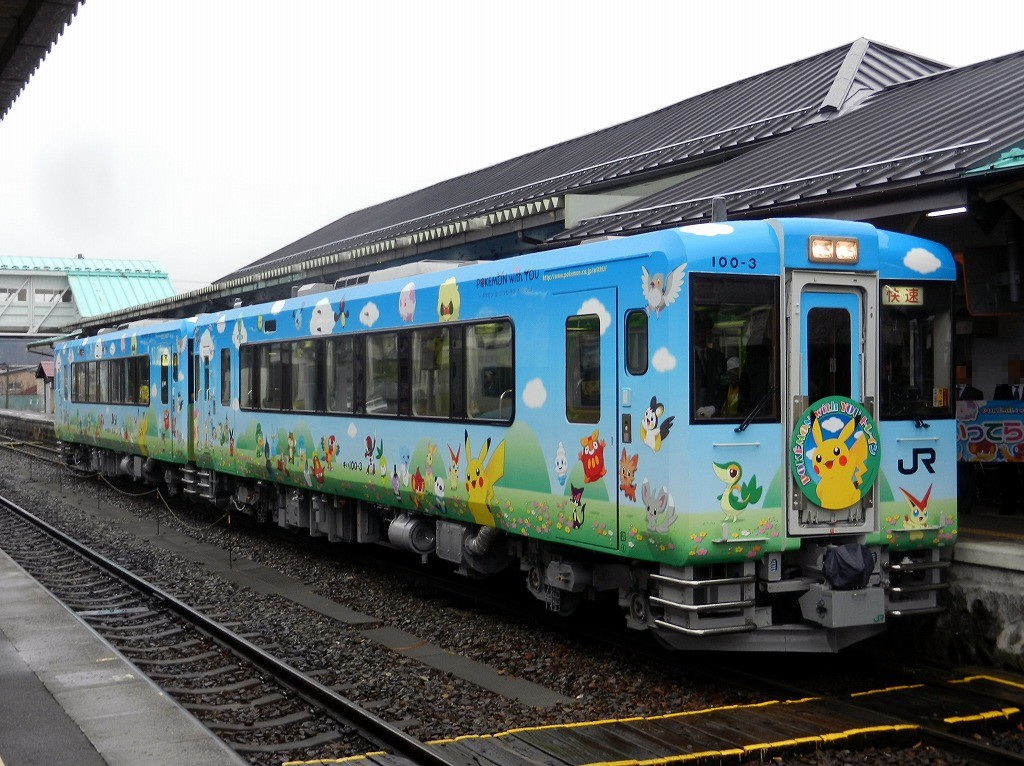
旧デザイン時代のPOKÉMON with YOU トレイン（2012年12月22日 / 気仙沼駅）

## 車両
キハ100形気動車2両（盛岡車両センター一ノ関派出所所属）が使用されている。
一ノ関運輸区所属のキハ100系で唯一カミンズ製NTA855-Rエンジン（JR形式：DMF14系エンジン）を搭載する、試作車2両（キハ100-1（新潟鐵工所製）・3（富士重工業製））が種車となり、郡山総合車両センターで改造が行われた。車両のデザインは株式会社ポケモンが担当し、外装は「ポケモンはいつもキミといっしょ」をテーマに、内装は「森の中」をコンセプトにポケットモンスター（ポケモン）をモチーフに改装を行ったが、車番の変更は行われていない。また、乗務員の肉声によるもの以外の車内放送はオリジナル放送となっており、全てアニメのポケモン（ピカチュウ、ミジュマル、キバゴ、チャオブー、ドリュウズ、ヤナップ）の声優が務めている。終点の放送には「ポケットモンスターブラック・ホワイト」のエンディングBGMが流れていた。
キハ100-1（1号車）はクロスシートの背もたれをポケモン柄にした全車指定席の「コミュニケーションシート車両」となっており、コミュニケーション車両の座席は種車のセミクロスシートからすべてクロスシート化に改造された。腰掛増設分はキハ100-3で使用していた腰掛を再利用しているが、腰掛表生地はポケモン柄に、腰掛通路側の取手はモンスターボール形に変更している。
キハ100-3（2号車）は子供たちが遊べる「プレイルーム車両」となっており、プレイルーム車両内は床上温水暖房装置の関係から、子供たちが遊ぶプレイゾーンを高床構造としている。2両ともトイレも含めて内部にラッピングが施され、吹き寄せ部は木の幹をイメージした木目にポケモンアイテムをイメージした座席名板が、腰部には草むらの緑をイメージした中にキャラクターが、幕部は空をイメージした水色を基調にしてキャラクターが配置されている。また、天井灯カバー内部や客室側便所仕切壁・運転台妻部にもキャラクターが配置されている。
2017年7月のリニューアル以降は「親子でピカチュウと楽しむ列車」をコンセプトとし、車体はピカチュウをイメージした黄色と赤（頬の電気袋の色）と茶色（背中の模様と尻尾の根元の色）を基調としている。内装もピカチュウの頭のシルエット、尻尾、背中の模様、足跡が至るところ描かれている。先述のモンスターボールの取手はそのままとなっている。また、更新されたプレイルーム車両の内部には運転台をイメージした遊具やソファーが設置されている。

## ポケモントレイン気仙沼号
「POKEMON with YOUトレイン」を使って、一ノ関 - 気仙沼間を大船渡線経由で運行。土日祝日等の特定日に1日1往復している。全車指定席。

### 停車駅
一ノ関駅 - 陸中松川駅 - 猊鼻渓駅 - 摺沢駅 - 千厩駅 - 折壁駅 - 気仙沼駅

## 沿革
- 2012年（平成24年）
  - 10月12日 - 「POKÉMON with YOU トレイン」の愛称と一ノ関 - 気仙沼間を観光列車「ポケモントレイン気仙沼号」として運行することを発表。
  - 12月22日 - 観光列車「ポケモントレイン気仙沼号」として運行を開始。
- 2013年（平成25年）
  - 7月20日 - 釜石線へ出張運転が行われる。
  - 8月24日 - 山田線へ出張運転が行われる。
- 2014年（平成26年）
  - 1月25日 - 水郡線へ出張運転が行われる。
  - 2月1日 - 常磐線へ出張運転が行われる。
  - 2月8日 - 総武本線へ出張運転が行われる。
  - 7月5日 - 左沢線へ出張運転が行われる。
  - 8月10日 - 東北本線へ出張運転が行われる。
- 2015年（平成27年）4月4日 : 釜石線・三陸鉄道南リアス線（現：リアス線・盛 - 釜石間）へ出張運転が行われる[17]。
- 2017年（平成29年）
  - 5月7日 - 運行開始当初のデザインでの運行終了[9][10]。
  - 7月15日 - 新デザインで運行開始[11]。
- 2019年（令和元年）
  - 12月7日・8日 - 陸羽東線へ出張運転が行われる。
- 2020年（令和2年）
  - 4月8日 : 新型コロナウイルスの感染拡大防止のため、同年5月31日まで運休[18]。
  - 5月13日 : 同年6月1日以降の運休延長を発表[19]。
  - 6月26日 : 同年7月18日より運転再開を発表。感染防止策のため、プレイルームは時間ごとの入れ替え制となり、利用人数を制限する[20]。
- 2022年（令和4年）
  - 11月3日・5日・6日 - 青い森鉄道線・大湊線へ出張運転が行われる[21]。